# Blue Demon
Blue Demon is een Mexicaanse biografische televisieserie, geproduceerd door Sony Pictures Television en Teleset voor Televisa, gebaseerd op het leven van de Mexicaanse acteur en professionele worstelaar Blue Demon gespeeld door Tenoch Huerta. De productie van de serie begon met filmen op 7 april 2016. De serie werd uitgebracht op Blim TV tussen 11 november 2016 en 14 april 2017, met 65 afleveringen verdeeld over drie seizoenen.

## Verhaal
De serie vertelt de geschiedenis van Blue Demon, zijn oorsprong, zijn leven en zijn legende. Maar ook die van de man achter het masker Alejandro Muñóz (Tenoch Huerta), de sterke en volhardende man die een pad vol obstakels moest bewandelen voor de strijd van zijn leven van zijn immense liefde voor Goyita (Ana Brenda Contreras), de vrouw van zijn leven en hoe ze, nadat hij tot kampioen is gekroond, bij het aanraken van de lucht voor een moment ontdekt dat hij nog een grotere uitdaging heeft: de man achter het masker terughalen.

## Rolverdeling
| Acteur               | Personage                    |
| -------------------- | ---------------------------- |
| Tenoch Huerta        | Alejandro Muñóz / Blue Demon |
| Ana Brenda Contreras | Gregoria Vera / Goyita       |
| Joaquín Cosío        | Ignacio Vera                 |
| Ianis Guerrero       | Carlos Cruz                  |
| Silverio Palacios    | Tío Crescencio               |
| Tomás Goro           | Efraín Larrañaga             |
| Alejandro de Marino  | Franklin Fernández           |
| Arturo Carmona       | Ala Dorada                   |
| Andrés Almeida       | Guillén                      |

## Afleveringen
| Seizoen | Afleveringen | Originele uitzenddatum |
| ------- | ------------ | ---------------------- |
| 1       | 20           | 11 november 2016       |
| 2       | 20           | 24 februari 2017       |
| 3       | 25           | 14 april 2017          |